# Friedensgasse (Weimar)

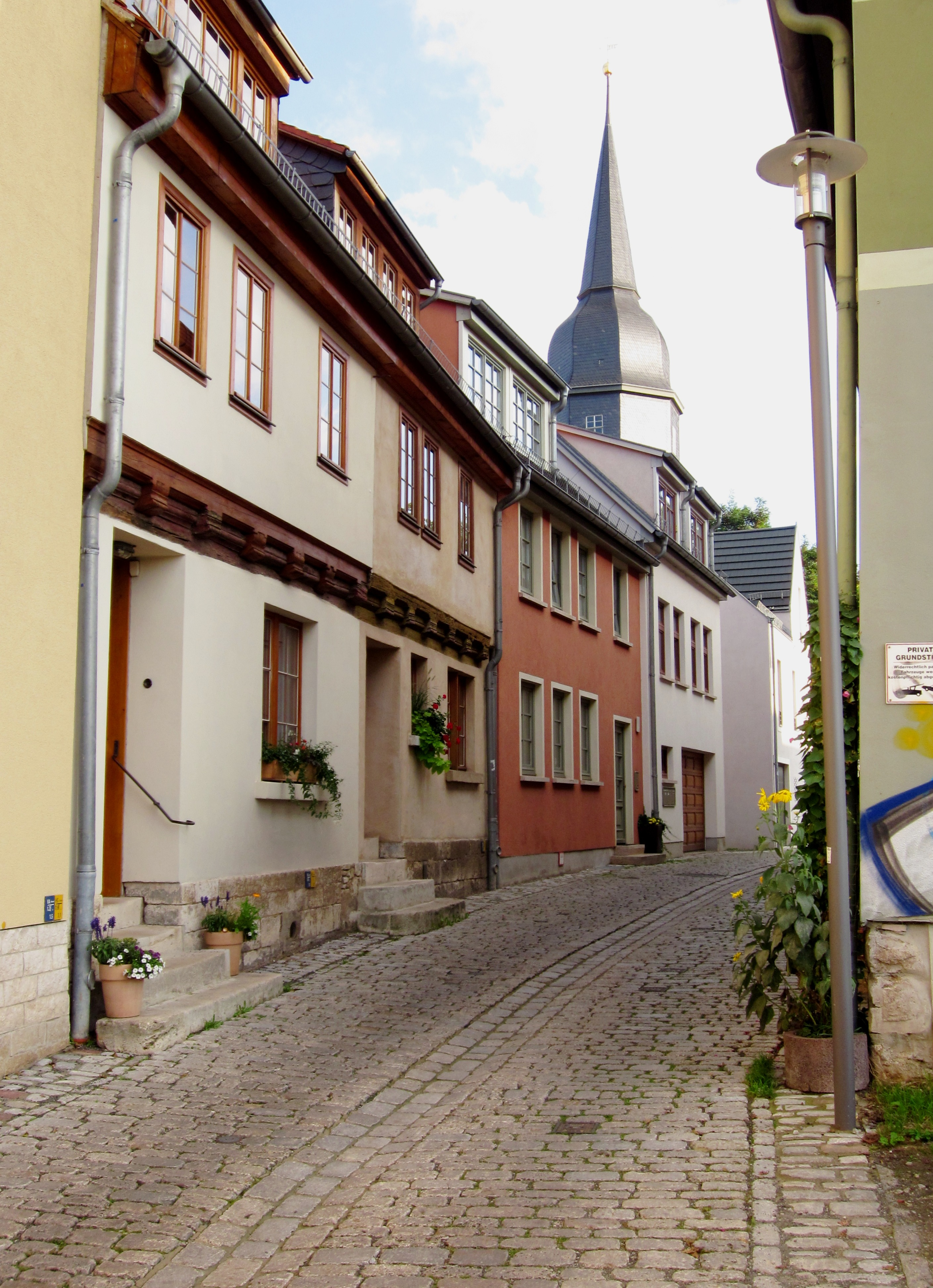
Friedensgasse 7 in Weimar

Die Friedensgasse ist ein kurzer Straßenzug in der Jakobsvorstadt, der vom Rollplatz unweit des Jakobsfriedhof beginnt und an der Friedensstraße gegenüber dem Gauforum Weimar endet.
Durch die Ansiedlung der Lumpenhändler, die nur außerhalb der Stadtmauern sich ansiedeln und ihrem Geschäft nachgehen durften, kam die Bezeichnung Haderngasse auf, was fälschlich mit „Zank und Streit“ assoziiert wurde. (Bei dem Waldstück Gehädrich hingegen hat das seine gewisse Richtigkeit!) Die Friedensgasse ist nicht nur älter als die Friedensstraße, sondern hat auch einen anderen Entstehungskontext. Wegen der Nähe zur Jakobskirche und dem Jakobsfriedhof hieß die Gasse auch mal Kirchhofsgasse.
Die gesamte Friedensgasse steht auf der Liste der Kulturdenkmale in Weimar (Sachgesamtheiten und Ensembles). Außerdem stehen das Wohnhäuser Friedensgasse 5 und 7 auf der Liste der Kulturdenkmale in Weimar (Einzeldenkmale). Bei diesen ist der Längsbalken an der Fassade sehr markant.